# Argostoli
Argostoli (gr. Δήμος Αργοστολίου) je řecká obec, obecní jednotka, komunita a sídlo (město) v regionální jednotce Kefalonia v kraji Jónské ostrovy. Ve městě v roce 2011 žilo 9748 obyvatel, v komunitě pak 10 633, v obecní jednotce pak 13 237 a v obci pak 23 499.

## Členění obce

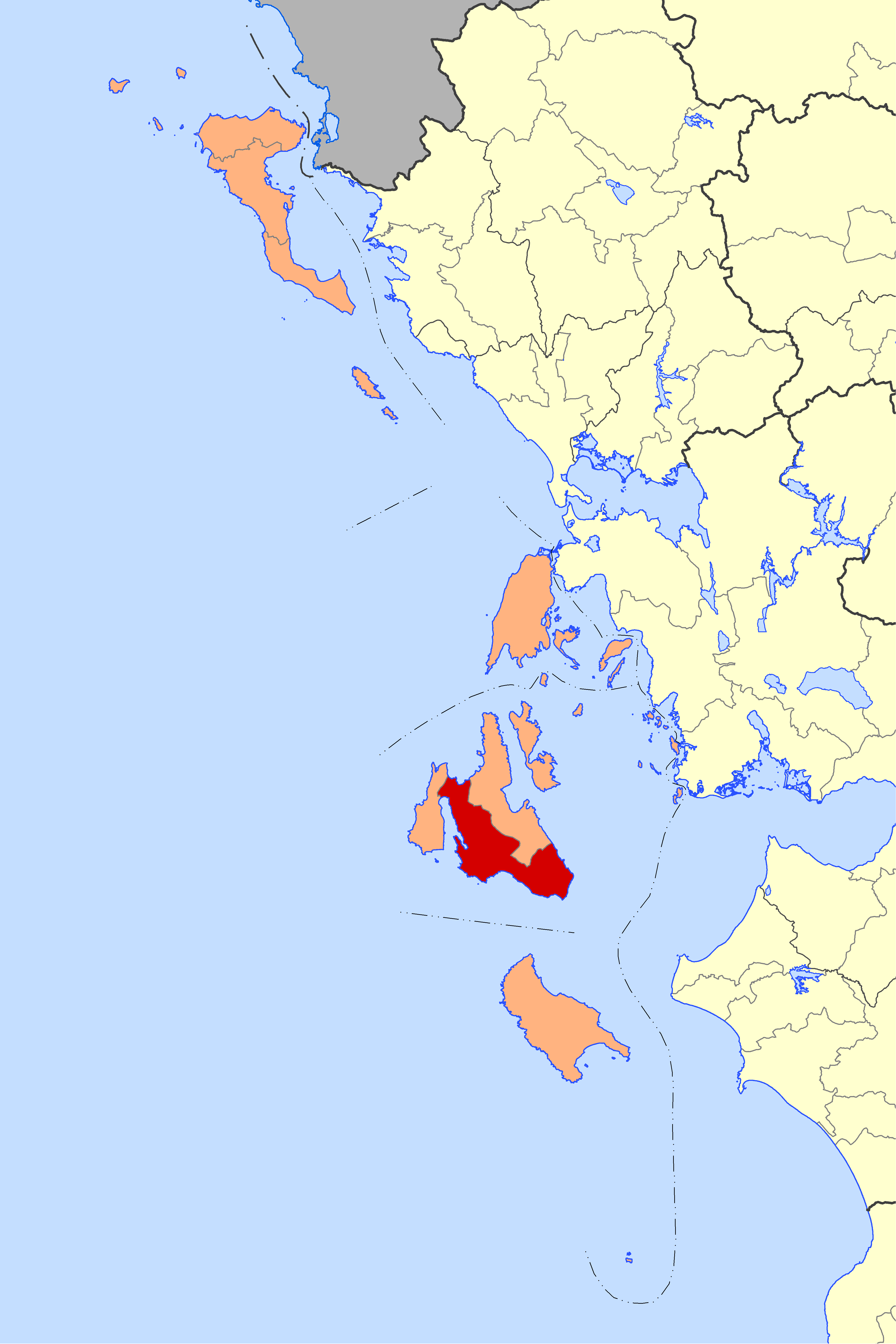
obec Argostoli

Obec Argostoli od roku 2019 zahrnuje 4 obecní jednotky. V závorkách je uveden počet obyvatel obecních jednotek a komunit.
- Obecní jednotka Argostoli (13237) – komunity: Argostoli (10633), Angonas (159), Davgata (66), Dilinata (466), Faraklata (1058), Farsa (215), Koukouklata (76), Nyfi (41), Thinea (169), Troianata (223), Zola (101).
- Obecní jednotka Elios-Proni (3677) – komunity: Poros (1176), Agia Irini (314), Agios Nikolaos (96), Agrinia (15), Chionata (154), Markopoulo (277), Mavrata (139), Pastra (173), Skala (923), Valerianos (302), Xenopoulo (108).
- Obecní jednotka Livathos (5745) – komunity: Karavados (432), Keramies (334), Lakithra (662), Lourdata (170), Metaxata (504), Mousata (318), Peratata (800), Pesada (407), Spartia (555), Svoronata (710), Vlachata Ikosmias (853).
- Obecní jednotka Omala (840) – komunity: Omala (840).

Komunita Argostoli zahrnuje sídla Argostoli (9748), Kokoláta (176), Kompothekráta (449) a Miniá (260).